# Шрі Чайтан'я Ґаудія Матх
Шрі Чайтан'я Ґаудія Матх (ШЧҐМ) (англ. Sri Chaitanya Gaudiya Math) — міжнародна індуїстська ґаудія-вайшнавська організація, заснована колишнім діячем Ґаудія-матха Бгакті Дайітою Мадгавою Ґосвамі (1904—1979) у Індії. Головний монастир-матха розташований у Калькутті. Має близько 24 відділень у Індії, у тому числі у штатах Ассам та Пенджаб. Видається щомісячний журнал Chaitanya Vani. Нині ШЧҐМ очолює ачар'я Бгакті Баллабг Тіртха.